# Муравйова Анастасія Валеріївна
Анастасія Валеріївна Муравйова — старший сержант Збройних сил України, учасниця російсько-української війни, що відзначилася під час російського вторгнення в Україну в 2022 році.

## Нагороди
- орден За мужність III ступеня  (2022) — за особисту мужність і самовіддані дії, виявлені у захисті державного суверенітету та територіальної цілісності України, вірність військовій присязі[1].
- медаль «За військову службу Україні»  (2021) — за особисту мужність і самовіддані дії, виявлені у захисті державного суверенітету та територіальної цілісності України, зразкове виконання військового обов’язку[2].